# Dorymyrmex pulchellus
Dorymyrmex pulchellus är en myrart som beskrevs av Santschi 1922. Dorymyrmex pulchellus ingår i släktet Dorymyrmex och familjen myror. Inga underarter finns listade i Catalogue of Life.